# 狼雅外喜義
狼雅外喜義（1999年3月2日—），原名阿馬爾圖布辛·阿馬爾薩納，俄羅斯圖瓦共和國首都克孜勒出身的現役大相撲力士，身高1.85米，重153公斤，所屬相撲部屋是二子山部屋，最高位置是東前頭8枚目(2024年11月場所)。
他在2018年9月開始專業相撲生涯，在2022年11月成為關取。截至2024年，現時他是唯一出身俄羅斯的現役大相撲力士。

## 早年
阿馬爾圖布辛生於克孜勒，父親是布里亚特人，母親是俄羅斯人和圖瓦人的混血兒，年幼時曾學習桑博和柔道。他在14歲時移民蒙古國，15歲時取得蒙古國籍。
15歲時，他前往日本參加2014年白鵬杯相撲比賽。他在個人初中組排名第8，因此橫綱白鵬翔推薦他進入以相撲聞名的鳥取城北高中。第三年，他在高中錦標賽上擊敗了蒙古代表團力士豐昇龍智勝，成為第一位外國出生的高中橫綱。從那以後，他經常宣佈他打算縮小自己與豐昇龍之間的排名差距，後者在狼雅之前進入了職業相撲。畢業後，他於2018年4月以商務簽證被二子山部屋招募。

## 生涯
阿馬爾圖布辛在2018年11月場所開始比賽，以狼雅為四股名，狼指他出身蒙古，雅來自前大關雅山哲士。2019年1月場所7戰全勝得序之口優勝。3月場所晉級序二段，5月場所晉級三段目5勝2敗、7月場所晉級幕下。2020年3月場所晉級東幕下8枚目、得2勝5敗，是入門以来初次負越。憑藉連續四場所5勝2負的戰績，他晉陞了幕下8枚目，接近晉級十兩。然而，由於受傷，他在幕下上位排名中取得了好壞參半的成績。
在2022年9月場所，以西幕下筆頭身分比賽取得4勝3敗晉級十兩，是二子山部屋首位培訓出的關取，也是自2012年阿夢露光大以來再有俄羅斯人晉級關取。

## 幕內
在2023年11月九州場所的番付表上，狼雅將晉陞為東前頭16枚目，使他成為繼2014年11月的阿夢露之後9年來第一位進入幕內級別的俄羅斯力士。在他晉陞之際，他的師傅二子山親方很高興看到他僅晉級十兩一年後就首次亮相幕內級別。